# Ranville-Breuillaud
 Ranville-Breuillaud  es una población y comuna francesa, en la región de Poitou-Charentes, departamento de Charente, en el distrito de Angoulême y cantón de Aigre.

## Demografía
| 243 | 240 | 211 | 193 | 180 | 178 |
| Para los censos de 1962 a 1999 la población legal corresponde a la población sin duplicidades (Fuente: INSEE [Consultar]) |     |     |     |     |     |